# Texasetes pleurohalio
Il texasete (Texasetes pleurohalio), è un dinosauro erbivoro appartenente agli anchilosauri, o dinosauri corazzati. Visse alla fine del Cretaceo inferiore (Albiano, circa 102 milioni di anni fa) e i suoi resti fossili sono stati ritrovati in Nordamerica (Texas). 

## Etimologia
L'etimologia del nome Texasetes indica il dinosauro semplicemente come un residente nel Texas.
La sola specie assegnata a questo genere (peraltro incerto) è S. pleurohalio.

## Descrizione
Questo dinosauro è noto per un solo ritrovamento (numero di catalogo USNM 337987 del National Museum of Natural History, negli USA) formato da alcuni resti incompleti, tra cui parte dello scapolarcoracoide e della pelvi, frammenti di arti anteriori e posteriori, alcune vertebre, placche ossee (osteodermi), un frammento di cranio e un dente. Non è possibile effettuare una ricostruzione dettagliata di questo animale, ma dal confronto delle ossa rinvenute con quelle di animali simili si suppone che Texasetes fosse un dinosauro corazzato di dimensioni medio-piccole, lungo circa 2,5 - 3 metri e alto meno di un metro. Come tutti gli anchilosauri, anche questo animale era dotato di una corazza che ricopriva il dorso e la coda.

## Classificazione
I resti di questo animale provengono dalla formazione Paw Paw (contea di Tarrant, Texas), e vennero inizialmente scambiati dal suo scopritore, Michael Brett-Surman, per quelli di un giovane dinosauro sauropode. Nel 1995 Walter P. Coombs riconobbe i resti per quelli di un anchilosauro appartenente a un genere e a una specie precedentemente sconosciuti. Secondo Coombs, Texasetes possedeva caratteristiche distintive, come un ilio orientato orizzontalmente, un acetabolo non perforato e una scapola dalle caratteristiche simili a quelle di altri anchilosauri, dotata di un rilievo mediano (acromion).  Le caratteristiche di questo animale portarono Coombs a classificarlo tra i nodosauridi, una famiglia di dinosauri corazzati sprovvisti di mazza caudale, mentre altri studi considerarono Texasetes un anchilosauro incertae sedis. 
Nella stessa formazione è stato rinvenuto in seguito un cranio di anchilosauro (Pawpawsaurus), ma è possibile che questo reperto fosse da attribuire allo stesso Texasetes.